# 比克法亚

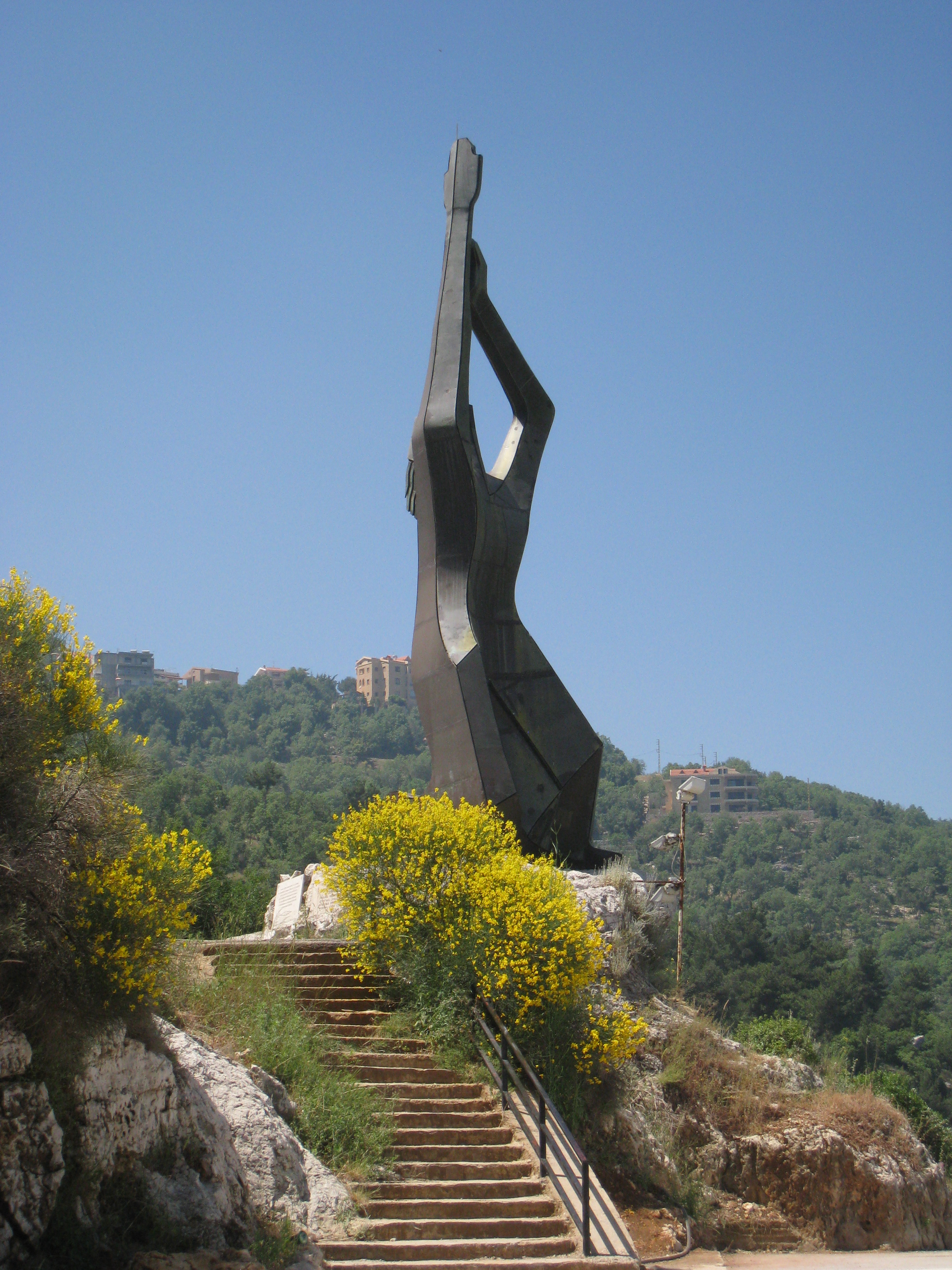
比克法亚的亚美尼亚大屠杀纪念碑

比克法亚（羅馬化：Bikfayā）是黎巴嫩山省迈坦区的一个城镇。这里的石屋采用红瓦屋顶，掩映在松树和橡树林之中，使比克法亚成为贝鲁特最受欢迎的郊区之一，也是黎巴嫩最受欢迎的避暑胜地之一。这座古老的城镇的古迹包括建于1587年的Mar Abda教堂。

## 含义
比克法克在亚拉姆语（叙利亚语）中意为“岩石”或“石头”。因此，它的意思是“石头屋”或“岩石屋”，语义内涵为“石头的地方或地点或采石场”。

## 地理
比克法亚坐落在俯瞰地中海的群山之中，海拔高度为900至1000米。它距离贝鲁特25公里。比克法亚的夏季凉爽，午后有雾。 

## 居民
比克法亚是20,000名黎巴嫩人的家园，他们是马龙派天主教徒、希腊东正教、希腊天主教、亚美尼亚东正教、浸信会和其他基督教派的信徒。比克法亚也是西里西亚亚美尼亚天主教徒的夏季圣地。杰马耶勒家族是是比克法亚一个著名的黎巴嫩马龙派基督教家族，出过总统

## 宗教建筑

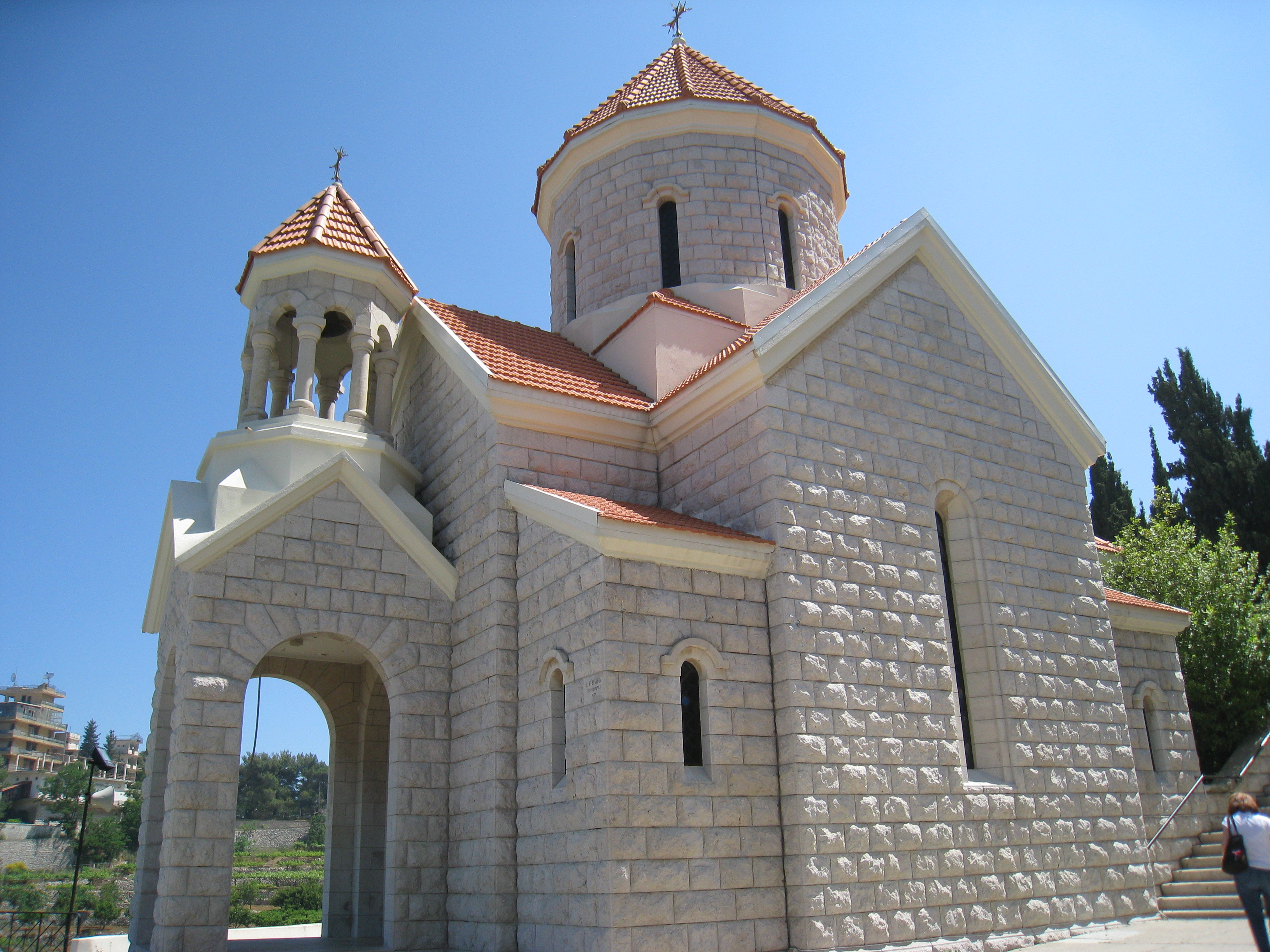
亚美尼亚修道院建筑群中的圣母教堂

- Mar Abda Church（马尔阿布达教堂），建于1587年[6]
- 耶稣会修道院，建于1833年[6]
- 圣埃莱亚斯查瓦亚修道院，是一座马龙派和希腊东正教建筑群，内有一座教堂，建于1590 年[6]
- 亚美尼亚神学院及西里西亚天主教徒的避暑别墅[7]
- Our Lady of Deliverance
- Mar Mkheyel (圣米迦勒教堂)
- Step 1, 2 and 3 Devotional Running Segments

## 旅游
比克法亚有许多餐厅，尤其是黎巴嫩风味餐厅。这里还有众多酒店、娱乐中心和公共花园，如纳斯大酒店和Locanda Corsini 宾客别墅，为游客提供休息和休闲场所。纳斯是一处天然泉水，也是比克法亚最受欢迎的目的地之一。纳斯以其疗效而闻名，每年吸引数百名寻求健康的游客
- 萨吉·汉农 Saj Hannoun (Atyab Manakish)